# Roza Salih
Roza Salih (nascuda el 1989) és una política escocesa i activista dels drets humans d'origen kurd. El 2005, amb 15 anys, va cofundar les Glasgow Girls amb altres alumnes de Drumchapel High School. Les Glasgow Girls van fer campanya per impedir que l'Agència Fronterera del Regne Unit realitzés incursions a l'alba i detingués i després deportés nens, evitant amb èxit la deportació de la seva amiga de l'escola, Agnesa Murselaj, gitana de Kosovo. Salih, que va néixer al Kurdistan del Sud, és una cofundadora de Solidaritat Escocesa amb el Kurdistan.
El maig de 2021, es va presentar com a candidata a les eleccions al Parlament escocès de 2021, sent la principal candidata del Partit Nacional Escocès a la regió de Glasgow. El maig de 2022, va ser escollida com a consellera de l'SNP per al barri de Greater Pollok a l'Ajuntament de Glasgow, la primera antiga refugiada a ser escollida per a un càrrec polític a Escòcia.

## Primers anys i educació
Roza Salih va arribar a Escòcia l'any 2001 per demanar asil. La seva família havia fugit del Kurdistan del Sud a l'Iraq després que el seu avi i dos oncles haguessin estat executats per oposar-se a Saddam Hussein, que encara era al poder.
Salih va assistir a Drumchapel High School i després es va graduar amb honors en Dret i Política a la Universitat de Strathclyde el 2013, on també va ser vicepresidenta de Diversitat i Defensa de l'Associació d'Estudiants. Va ser elegida membre del Comitè d'Estudiants Internacionals de la Unió Nacional d'Estudiants i del consell de confiança d'estudiants de la NUS UK.

## Activisme
El març de 2005, mentre encara era alumne de la Drumchapel High School, Salih va fer campanya amb els amics de l'escola per impedir que l'Agència Fronterera del Regne Unit fes incursions a l'alba, portant els nens de l'escola a Yarl's Wood i després deportant-los. A més de fer pressió al govern escocès i al Ministeri de l' Interior, les Glasgow Girls, com es van conèixer, van desenvolupar un sistema d'alerta primerenca amb amics i veïns per alertar-se mútuament sobre les batudes dels agents d'immigració.
El 2016 va treballar amb el Scottish Refugee Council i la Comissió d'Estratègia Educativa per fer campanya pel finançament de beques per a sol·licitants d'asil. És cofundadora de Solidaritat Escocesa amb el Kurdistan i ha viatjat a regions kurdes de Turquia com a part d'una delegació de sindicalistes i activistes dels drets humans.
El 2017, Salih va ser nomenada membre del Congrés Sindical Escocès.
A l'abril del 2021, va respondre a les propostes de la ministra d'Interior del Regne Unit, Priti Patel, per a una reforma migratòria, que sancionaria els sol·licitants d'asil si viatjaven al Regne Unit a través d'un altre país on podrien haver sol·licitat asil primer. Salih va dir: "Després d'haver passat pel sistema d'asil del Regne Unit - i experimentat de primera mà com de profundament defectuós és - estic horroritzada que el govern del Regne Unit estigui pensant en duplicar en lloc de solucionar els problemes. Escòcia ha deixat clar que no vol tenir res a veure amb les polítiques migratòries tòxiques de Boris Johnson i Priti Patel i vol un sistema d'asil basat en els principis d'equitat, dignitat i respecte". Va continuar dient: "Aquestes pràctiques i noves propostes mostren la dura realitat de l'entorn hostil dels conservadors. Els seus intents constants de retrocedir, o simplement abandonar les obligacions de drets humans i infringir el dret internacional són una vergonya. Malauradament, posar l'hostilitat sobre la humanitat és ara la norma per a aquest govern conservador."

## Carrera política
Salih va dir que es va unir al Partit Nacional Escocès perquè veu paral·lelismes entre la lluita del Kurdistan per l'autodeterminació i la independència d'Escòcia. "La independència sempre ha estat a la meva sang", va dir a la i. "Els kurds volen la independència i la seva autonomia i vam lluitar per ella, literalment, la gent va morir per la causa. Aquí només és una signatura en un referèndum i la gent ho pot fer en un país democràtic. De tornada a casa, has de lluitar per ella i morir per ella." Salih va treballar anteriorment a l'oficina electoral de Chris Stephens, el diputat de l'SNP per Glasgow South West.
El 2017, es va presentar com a candidata de l'SNP per al barri de Garscadden/Scotstounhill a les eleccions a l'Ajuntament de Glasgow, però no va ser escollida.
Forma part de la Comissió de Justícia Social de l'SNP i es va presentar a la nominació del partit per Clydebank i Milngavie a les eleccions al Parlament escocès de 2021, però les va perdre davant Marie McNair, consellera de Clydebank. El 5 de març de 2021, Salih va ser seleccionat com a candidata número u de l'SNP a la regió de Glasgow. Si hagués tingut èxit, hauria estat la primera refugiada a ser escollida a Holyrood, però l'SNP va guanyar totes les circumscripcions electorals de la ciutat, per la qual cosa no va rebre cap escó de la llista.
Va ser escollida com a consellera de l'SNP al barri de Greater Pollok a Glasgow a les eleccions locals escoceses de 2022, i ara és baillie.

## Premis i reconeixements
Un musical de les Glasgow Girls va ser coproduït per The National Theatre of Scotland, Theatre Royal Stratford East, Citizens Theatre i Richard Jordan Productions. Escrit per David Greig i dirigit i compost per Cora Bissett, es va estrenar al Citizens Theatre de Glasgow el 2012. Al repartiment original del 2012, el paper de Roza Salih va ser interpretat per Amiera Darwish.
El 2017 va ser honrada per la Societat Saltire com a Dona destacada d'Escòcia.
El desembre de 2022, la BBC va nomenar Salih com una de les 100 dones més influents del 2022.